# 베게투스피그미쌀쥐
베게투스피그미쌀쥐(Oligoryzomys vegetus)는 비단털쥐과 피그미쌀쥐속에 속하는 설치류이다. 코스타리카와 파나마 서부 산악 지대에서만 발견된다.